# Inovio Pharmaceuticals
Inovio Pharmaceuticals es una compañía estadounidense de biotecnología centrada en el descubrimiento, desarrollo y comercialización de productos de ADN sintético para el tratamiento de cánceres y enfermedades infecciosas. En abril de 2020, Inovio se encontraba entre unas 100 empresas, centros académicos u organizaciones de investigación que desarrollaban una vacuna candidata para el tratamiento de personas infectadas con el coronavirus COVID-19, con 115 candidatos vacunales en desarrollo.

### Ensayos clínicos
El 11 de octubre/2021, el presidente de Colombía Iván Duque, manifestó: “Nos reunimos con Joseph Kim, CEO de Inovio Pharmaceuticals, farmacéutica que el INVIMA autorizó para realizar ensayo clínico de la fase 3 de vacunas contra Covid en Colombia. Exploramos la firma de memorando de entendimiento para desarrollo y producción de biológicos en el país”, autorizando la entrada para poder culminar sus estudios acerca de su biológico.